# عبدالرحمن الحریب
عبدالرحمن الحریب (عربی: عبد الرحمن الحريب؛ زادهٔ ۵ فوریهٔ ۱۹۹۲) یک ورزشکار اهل عربستان سعودی است.
از باشگاه‌هایی که در آن بازی کرده‌است می‌توان به باشگاه فوتبال هجر عربستان سعودی اشاره کرد.